# Kyle Lightbourne
Kyle Lavince Lightbourne (* 29. September 1968 in Hamilton, Bermuda) ist ein ehemaliger Fußball- und Cricketspieler. Seit seinem Karriereende ist er Fußballtrainer im bermudischen Vereinsfußball.
Für die Fußballnationalmannschaft von Bermuda stand er 40 Mal im Kader und erzielte dabei 16 Treffer. Neben Einsätzen in der zweiten und dritten englischen Liga, spielte er in der Saison 1997/98 für Coventry City in der Premier League.
Seine internationale Cricketkarriere war weniger erfolgreich. Er nahm während der ICC Trophy 1990 für Bermuda an fünf Spielen teil, in denen er elf Wickets mit einem Durchschnitt von 16,81 erzielte.
2006 gründete er zusammen mit dem ehemaligen Fußballspieler Shaun Goater und Paul Scope die Bermuda Hogges, eine Fußballmannschaft, die seit der Saison 2007 in der dritthöchsten amerikanischen Fußballliga USL Second Division spielte. Bis 2009 war er dort auch Spielertrainer, bevor er seine aktive Karriere beendete. Die Intention hinter der Gründung dieses Vereines war es, das Nationalteam der Insel besser fördern zu können.